# Eye Movement Desensitization and Reprocessing
Eye Movement Desensitization and Reprocessing (kurz EMDR, auf Deutsch etwa Desensibilisierung und Aufarbeitung durch Augenbewegungen) ist eine von der US-amerikanischen Literaturwissenschaftlerin und Psychologin Francine Shapiro entwickelte Behandlungsmethode der Posttraumatischen Belastungsstörung. EMDR ist eine traumafokussierte Intervention, die nach einem strukturierten Fokussierungsprozess in einen assoziativen Prozess der Verarbeitung mündet. Beide werden von rhythmischen, durch den Therapeuten bzw. die Therapeutin mit der Hand geführten Augenbewegungen begleitet.

## Theorie zu Traumaerleben und Lösungsansatz aus EMDR
Nach einem Trauma kann es zum sogenannten „Sprachlosen Entsetzen“ (speechless terror) kommen. Das heißt, dass in Teilen des Gehirns Erlebnisse in einer belastenden Art und Weise gespeichert und so vom Patienten innerlich erlebt werden (oder er dissoziiert), während das Sprachzentrum aktiv unterdrückt sein kann. Der Patient kann das Geschehene kaum in Worte fassen, wodurch nachfolgend eine Verarbeitung des Erlebten erschwert wird.
Zum Wirkmechanismus der EMDR-Therapie gibt es eine Vielzahl von Untersuchungen und Theorien. So wurde angenommen, dass durch die bilaterale Stimulation mittels bestimmter Augenbewegungen (oder auch akustischer oder taktiler Reize) eine Synchronisation unter den Gehirnhälften bzw. eine innere Reorganisation der dysfunktional wirkenden Traumaerfahrung ermöglicht wird. Ferner wird erklärend Bezug genommen auf die REM-Phasen während des Schlafes, in denen starke Augenbewegungen stattfinden und dies relevant für einen erhöhten Verarbeitungsmodus des im Alltag Erlebten sein könnte. Einige Untersuchungen weisen auch auf eine Einbeziehung des Arbeitsgedächtnisses während des EMDR-Prozesses hin.
Während die günstige Wirkungsweise von EMDR wissenschaftlich nachgewiesen werden konnte, konnte der Erklärungsansatz bzw. der spezifische Teil „heilender“ Augenbewegungen nicht nachgewiesen werden und wurde inzwischen mehrfach widerlegt. So wurde beispielsweise herausgefunden, dass neben horizontalen auch vertikale Augenbewegungen wirksam waren, ebenso wie andere Ablenkaufgaben (siehe auch Abschnitt Forschung und wissenschaftliche Rezeption).

## Entstehung und Einführung

### Entstehung
Francine Shapiro hatte die Idee zur Erprobung und Untersuchung dieser Methode zufällig beim Spazierengehen im Park. Sie bewegte die Augen hin und her und erlebte eine deutliche Entlastung von Ängsten und depressiven Gedanken im Zusammenhang mit der bei ihr diagnostizierten Krebserkrankung.

### Einführung in Deutschland
EMDR wurde 1991 von Arne Hofmann, dem ersten von Francine Shapiro am EMDR-Institut zertifizierten europäischen Ausbilder, in Deutschland eingeführt. 1995 wurde vom EMDR-Institut Deutschland (Bergisch Gladbach) das erste deutschsprachige Ausbildungsseminar für Psychologen und Ärzte veranstaltet. 1998 wurde in Bielefeld die anerkannte deutsche Fachgesellschaft für EMDR, EMDRIA Deutschland, gegründet. Der Verband engagiert sich für die Verbreitung und weitere Anerkennung von EMDR in Deutschland.
Sowohl in den britischen NICE-Guidelines 2005 als auch in den Australian Guidelines wird empfohlen, allen Patienten mit posttraumatischer Belastungsstörung PTBS eine traumafokussierte Psychotherapie wie kognitive Verhaltenstherapie (CBT) oder EMDR anzubieten. Auch die S3 Leitlinien empfehlen eine traumafokussierte Psychotherapie, setzen dafür jedoch eine ausreichende Stabilität voraus: „Mangelnde Affekttoleranz, akuter Substanzkonsum, instabile psychosoziale und körperliche Situation, komorbide dissoziative Störung, unkontrolliert autoaggressives Verhalten sind als relative Kontraindikation zur Traumakonfrontation anzusehen.“
2014 wurde EMDR vom gemeinsamen Bundesausschuss (GBA) in die Psychotherapierichtlinie in Deutschland aufgenommen. 2015 wurde EMDR in den Leistungskatalog der gesetzlichen Krankenkassen aufgenommen.

## Ablauf einer EMDR-Sitzung
Zunächst wird die Leidensgeschichte des jeweiligen Patienten erhoben (Anamnese) (Phase 1).
Anschließend wird der Patient über das genaue Vorgehen bei EMDR informiert und vorsichtshalber eine positive Erfahrung (wie ein individueller sicherer Ort) innerlich etabliert (Phase 2), um gegebenenfalls während der Behandlung aus einer zu belastenden Traumaerfahrung aussteigen zu können.
In Phase 3 wird zur späteren Bearbeitung die belastendste Situation innerhalb der Traumaerfahrung in Verbindung mit einem negativen Gedanken (wie z. B. „Ich bin hilflos“) ausgewählt. Anschließend wird ein positiver Zielgedanke (z. B. „Ich kann etwas tun“) formuliert, bei dem der Patient bewertet, wie zutreffend dieser sich anfühlt. Ebenso werden die belastenden Gefühle herausgearbeitet und bewertet.
Danach erfolgt die eigentliche Bearbeitung der Erinnerung. Dabei versetzt der Patient sich gedanklich und gefühlsmäßig zurück in die Situation der Traumaerfahrung (meist ein eingefrorenes Bild aus der Situation) und folgt bei ruhig gehaltenem Kopf mit den Augen den Handbewegungen des Therapeuten (Phase 4).
Durch den damit in Gang gesetzten Verarbeitungsprozess tritt in der Regel eine Entlastung ein. Ist die Belastung verschwunden, wird zum Ende der Sitzung der positive Gedanke und das positive Körpergefühl verankert (Phase 5).
Es folgt ein Testen (Phase 6) evtl. veränderter Körpererfahrungen (alle Missempfindungen zur erinnerten Situation sollten weniger schwer bzw. die Belastung verringert erlebt werden). Anschließend wird die Behandlung abgeschlossen. Außerdem wird auf ein mögliches Nachprozessieren (in Träumen) hingewiesen. Jenes Nachprozessieren kann für den Ablauf der weiteren Behandlung und die Planung weiterer Sitzungen relevant sein. In der Folgesitzung (Phase 8) wird das Behandlungsergebnis der vorhergehenden Sitzung überprüft und das weitere Vorgehen geplant.

## Entwicklungen
Der am besten untersuchte EMDR-Ansatz ist das EMDR-Standardprotokoll, das neben den traumatischen Erinnerungen auch auf belastende traumaassoziierte Auslöser der Gegenwart und mit der Erinnerung verbundene Zukunftsängste fokussiert.
Im Rahmen der EMDR-Therapie haben sich jedoch weitere verschiedene Techniken herausgebildet und etabliert, beispielsweise die Arbeit mit der Affektbrücke nach Watkins („Float-Back“-Technik (Shapiro)), die über den Zugang zu aktuelleren belastenden Situationen einen Zugang zu früheren belastenden Situationen herstellen kann.
Bekannt ist die „Absorptionstechnik“ (Hofmann 2006, nach der „Wedge-Technik“ von A. Leeds & R. Kiessling 1999), die durch das Verbinden von ressourcenreichen Erinnerungen und Empfindungen mit einer belastenden Situation eine einfache Möglichkeit zum Einsatz von Ressourcen bietet.
Ebenfalls aus EMDR heraus wurde Brainspotting von David Grand entwickelt.

### Weitere Anwendungsmöglichkeiten
Heute werden neben der therapeutischen Intervention nach traumatischen Ereignissen auch andere Anwendungsmöglichkeiten des EMDR erprobt. So zeigt EMDR bei der Behandlung von Depressionen bereits in sieben kontrollierten Studien die mindestens gleiche Effektivität wie bisher übliche Behandlungsmethoden. In den meisten dieser Studien zeigte EMDR zusätzlich einen deutlich erhöhten Anteil von Patienten, die ihre depressive Störung vollständig verloren (komplette Remission). Weiterhin liegt eine Reihe von Studien vor, die eine Wirksamkeit von EMDR in der Behandlung von bestimmten Schmerzstörungen belegen.
Auch bei Angststörungen wird die EMDR eingesetzt, jedoch ergab eine Systematische Übersichtsarbeit der Universität Witten-Herdecke im Auftrag des deutschen IQWiG „keinen Anhaltspunkt“ dafür, dass Patienten mit Angststörungen von der Methode profitieren. Die bisher vorgelegten Studien hätten ein hohes Verzerrungspotential und eine mangelhafte Berichtsqualität, zudem sei die Studiendauer vielfach zu kurz gewesen. Dies gelte u. a. für die untersuchten Endpunkte Angst, Depression, gesundheitsbezogene Lebensqualität und körperliche Symptome.
Kontrollierte wissenschaftliche Studien gibt es über die Wirksamkeit von EMDR zur Behandlung von Rückfällen bei chronisch alkoholkranken Patienten sowie zu traumatisierten pädosexuellen Straftätern. Eine systematische Weiterentwicklung des EMDR-Manuals über die Behandlung von Akuttrauma und noch nicht chronifizierte mittelfristige traumatische Prozesse hinaus ist bisher nicht erfolgt.

## Forschung und wissenschaftliche Rezeption
Zu EMDR gibt es mittlerweile eine Vielzahl an Studien, Metaanalysen und Literaturübersichten, in denen eine Form von EMDR bei posttraumatischen Belastungsreaktionen mit verschiedenen Populationen erprobt wurde. Üblicherweise kommen die Studien, Metaanalysen und Übersichten zu dem Schluss, dass EMDR moderate Verbesserungen in der Symptomatik der posttraumatischen Belastungsreaktion bewirkt. In sechs randomisierten Studien wird EMDR mit einer Wartekontrollgruppe verglichen; in zehn weiteren randomisierten und kontrollierten Studien (randomized controlled trials, RCTs) wurde EMDR mit anderen, bereits etablierten Therapien für die posttraumatische Belastungsstörung verglichen. Die Ergebnisse zeigten sowohl bei mit EMDR als auch bei mit anderen traumafokussierten Verhaltenstherapien behandelten Patienten eine signifikant stärkere Verringerung der posttraumatischen Belastungssymptome als bei Patienten der Wartekontrollgruppe oder den nicht-traumafokussiert behandelten Patienten. Es gab in dieser, wie auch anderen Studien, keinen Hinweis auf eine Überlegenheit in der Wirksamkeit von EMDR gegenüber anderen traumafokussierten Therapieverfahren.
In ihren Empfehlungen für Patienten mit Posttraumatischen Belastungsstörungen hat die WHO 2013 EMDR und die Verhaltenstherapie als empfohlene Behandlungsformen bei Erwachsenen und Kindern und Jugendlichen benannt. In seiner Metaanalyse stellte der gemeinsame Bundesausschuss (G-BA) bei EMDR fest, dass „im ambulanten Bereich eine medizinische Notwendigkeit (besteht), die EMDR als weitere Methode im Rahmen eines umfassenden Behandlungskonzeptes zur ambulanten psychotherapeutischen Versorgung gesetzlich Krankenversicherter anzuerkennen.“
Der Wissenschaftliche Beirat Psychotherapie verabschiedete 2014 ein Gutachten zur wissenschaftlichen Anerkennung der EMDR-Methode zur Behandlung von Anpassungs- und Belastungsstörungen sowie zur Behandlung der Posttraumatischen Belastungsstörung bei Kindern und Jugendlichen, in dem zusammenfassend festgestellt wurde, „dass die EMDR-Methode bei Kindern und Jugendlichen als Methode zur Behandlung der Posttraumatischen Belastungsstörung nicht als wissenschaftlich anerkannt gelten kann“.
EMDR wurde gelegentlich als Pseudowissenschaft bezeichnet. Der Göttinger Psychiater und Psychotherapeut Borwin Bandelow kritisierte EMDR als Traumatherapiemethode, weil ihre Wirksamkeit nur von wenigen, methodisch nicht einwandfreien Studien belegt sei.
An der Universität München wurde in Kooperation mit der Klinik für Psychosomatische Medizin der Universität Gießen ein von der Deutschen Forschungsgemeinschaft (DFG) gefördertes, auf drei Jahre geplantes Forschungsprojekt durchgeführt, das helfen sollte, den Mechanismus der EMDR-Methode weiter aufzuklären. Darin wurde festgestellt, dass sowohl Patienten, die mit der üblichen EMDR-Methode behandelt wurden, als auch Patienten, die auf eine unbewegte Hand blickten (1. Kontrollbedingung), eine stärkere Abnahme der Symptome zeigten als Patienten, bei denen die Exposition ohne visuelle Aufmerksamkeitsfokussierung stattfand (2. Kontrollbedingung). Allerdings gab es keinen signifikanten Unterschied zwischen dem üblichen EMDR und der 1. Kontrollbedingung. Das spricht gegen die oben erwähnte Wirkungsweise und eher für eine Wirkung über die Beeinflussung des Arbeitsgedächtnisses.
Auch ältere Studien ließen vermuten, dass die Konfrontationskomponente der Therapie das zu sein scheint, was bei EMDR tatsächlich wirkt, nicht aber die spezifischen Augenbewegungen.

## Kritik
Mehrere Wissenschaftler wunderten sich über die „enorme Popularität“ von EMDR und äußerten, dass das Verfahren zwar den Wirksamkeitsnachweis erbracht habe, die aggressive Werbung und überraschende Popularität unter Praktikern aber Fragen aufwerfe. Auch findet sich unter allen 1570 zertifizierten EMDR-Therapeuten sowie 140 zertifizierten EMDR-Supervisoren kein einziger psychologischer Hochschullehrer.
Davidson und Parker fanden in einer Metaanalyse von 34 Studien, dass EMDR nicht wirksamer oder effektiver ist als andere Expositionstechniken und die Augenbewegungen unnötig seien.
Warum für das Erlernen von EMDR ein spezielles und kostenintensives Training nötig sei, wurde kontrovers diskutiert. Zertifizierte Ausbildungsinstitute geben an, dass die EMDR-Methode in ihrer Wirksamkeit sehr stark von der Qualität der Ausbildung abhänge, und empfehlen daher, nur akkreditierte Ausbildungen zu absolvieren.

## Filme
- Oliver Schubbe: EMDR – der Lehrfilm des Instituts für Traumatherapie. Vandenhoeck & Ruprecht, Berlin 2005, ISBN 3-525-49080-1 (1 DVD, 50 Min.)